# ガッサンディ (小惑星)
ガッサンディ (7179 Gassendi) は小惑星帯の小惑星。エリック・エルストがエルストがヨーロッパ南天天文台（ラ・シヤ）で発見した。
フランスの物理学者・数学者・哲学者、ピエール・ガッサンディにちなんで命名された。